# Preolímpico de Concacaf de 2020
El Preolímpico de la Concacaf (Norteamérica, Centroamérica y Caribe) fue el torneo clasificatorio que envió a las dos selecciones finalistas directamente al Torneo Olímpico de fútbol. En el torneo participaron selecciones Sub-23.
En agosto de 2019, se anunció que el torneo se celebraría en Guadalajara y Zapopan, ambas ciudades en el estado de Jalisco, México, con el torneo originalmente programado para realizarse entre el 20 de marzo y el 1 de abril de 2020.
El 13 de marzo de 2020, CONCACAF suspendió todas las competencias programadas para los próximos 30 días debido a la pandemia de coronavirus. Finalmente las nuevas fechas para el torneo fueron del 18 al 30 de marzo de 2021.

## Eliminatorias[4]

### CaribeCFU
El torneo preliminar contó con cuatro grupos donde los primeros clasificaron a jugar un repechaje donde el ganador pasará a la siguiente ronda, este es el orden de los repechajes: 1A-1D y 1B-1C.

#### Grupo A
| Equipo                 | Pts | PJ | PG | PE | PP | GF | GC | Dif |
| ---------------------- | --- | -- | -- | -- | -- | -- | -- | --- |
| San Cristóbal y Nieves | 4   | 2  | 1  | 1  | 0  | 5  | 1  | +4  |
| Jamaica                | 2   | 2  | 0  | 2  | 0  | 2  | 2  | 0   |
| Dominica               | 1   | 2  | 0  | 1  | 1  | 1  | 5  | -4  |
| Guyana                 | 0   | 0  | 0  | 0  | 0  | 0  | 0  | 0   |

- Guyana se retiró del torneo

| Fecha               | Lugar             |                        |  | Resultado |  |                        |
| ------------------- | ----------------- | ---------------------- |  | --------- |  | ---------------------- |
| 17 de julio de 2019 | Kingston, Jamaica | Jamaica                |  | 1:1       |  | Dominica               |
| 19 de julio de 2019 | Kingston, Jamaica | Dominica               |  | 0:4       |  | San Cristóbal y Nieves |
| 21 de julio de 2019 | Kingston, Jamaica | San Cristóbal y Nieves |  | 1:1       |  | Jamaica                |

#### Grupo B
| Equipo                         | Pts | PJ | PG | PE | PP | GF | GC | Dif |
| ------------------------------ | --- | -- | -- | -- | -- | -- | -- | --- |
| Barbados                       | 6   | 2  | 2  | 0  | 0  | 6  | 0  | +6  |
| Cuba                           | 3   | 2  | 1  | 0  | 1  | 3  | 3  | 0   |
| Islas Vírgenes Estadounidenses | 0   | 2  | 0  | 0  | 2  | 2  | 8  | -6  |
| Trinidad y Tobago              | 0   | 0  | 0  | 0  | 0  | 0  | 0  | 0   |

- Trinidad y Tobajo se retiró del torneo

| Fecha               | Lugar                                             |                                |  | Resultado |  |                                |
| ------------------- | ------------------------------------------------- | ------------------------------ |  | --------- |  | ------------------------------ |
| 17 de julio de 2019 | Saint Croix, Islas Vírgenes de los Estados Unidos | Islas Vírgenes Estadounidenses |  | 2:3       |  | Cuba                           |
| 19 de julio de 2019 | Saint Croix, Islas Vírgenes de los Estados Unidos | Barbados                       |  | 1:0       |  | Cuba                           |
| 21 de julio de 2019 | Saint Croix, Islas Vírgenes de los Estados Unidos | Barbados                       |  | 5:0       |  | Islas Vírgenes Estadounidenses |

#### Grupo C
| Equipo       | Pts | PJ | PG | PE | PP | GF | GC | Dif |
| ------------ | --- | -- | -- | -- | -- | -- | -- | --- |
| Haití        | 4   | 2  | 1  | 1  | 0  | 4  | 2  | +2  |
| Granada      | 3   | 2  | 1  | 0  | 1  | 1  | 2  | -1  |
| Islas Caimán | 1   | 2  | 0  | 1  | 1  | 2  | 3  | -2  |
| Surinam      | 0   | 0  | 0  | 0  | 0  | 0  | 0  | 0   |

- Surinam se retiró del torneo

| Fecha               | Lugar                     |              |  | Resultado |  |              |
| ------------------- | ------------------------- | ------------ |  | --------- |  | ------------ |
| 24 de julio de 2019 | George Town, Islas Caimán | Islas Caimán |  | 0:1       |  | Granada      |
| 26 de julio de 2019 | George Town, Islas Caimán | Granada      |  | 0:2       |  | Haití        |
| 28 de julio de 2019 | George Town, Islas Caimán | Haití        |  | 2:2       |  | Islas Caimán |

#### Grupo D
| Equipo               | Pts | PJ | PG | PE | PP | GF | GC | Dif |
| -------------------- | --- | -- | -- | -- | -- | -- | -- | --- |
| República Dominicana | 9   | 3  | 3  | 0  | 0  | 9  | 3  | +7  |
| Puerto Rico          | 6   | 3  | 2  | 0  | 1  | 4  | 2  | +2  |
| Santa Lucía          | 3   | 3  | 1  | 0  | 2  | 5  | 4  | +1  |
| Antigua y Barbuda    | 0   | 3  | 0  | 0  | 3  | 1  | 10 | -9  |

| Fecha               | Lugar                               |                      |  | Resultado |  |                      |
| ------------------- | ----------------------------------- | -------------------- |  | --------- |  | -------------------- |
| 17 de julio de 2019 | Santo Domingo, República Dominicana | Antigua y Barbuda    |  | 1:2       |  | Puerto Rico          |
| 17 de julio de 2019 | Santo Domingo, República Dominicana | República Dominicana |  | 3:1       |  | Santa Lucía          |
| 19 de julio de 2019 | Santo Domingo, República Dominicana | Santa Lucía          |  | 0:1       |  | Puerto Rico          |
| 19 de julio de 2019 | Santo Domingo, República Dominicana | República Dominicana |  | 4:0       |  | Antigua y Barbuda    |
| 21 de julio de 2019 | Santo Domingo, República Dominicana | Santa Lucía          |  | 4:0       |  | Antigua y Barbuda    |
| 21 de julio de 2019 | Santo Domingo, República Dominicana | Puerto Rico          |  | 1:2       |  | República Dominicana |

#### Repechaje
Los ganadores clasificaron a la ronda final del preolímpico de la CONCACAF.
| 22 de septiembre de 2019 | San Cristóbal y Nieves | 0:2 (0:0, 0:0) (t. s.) | República Dominicana      | Complejo Deportivo Parque Warner, Basseterre |  |
|                          |                        | Reporte                | Vásquez 97' · Romero 102' |                                              |  |

| 22 de septiembre de 2019 | Haití                                                 | 4:0 (2:0) | Barbados | Estadio Sylvio Cator, Puerto Príncipe |                                   |
|                          | Joseph 5' · Christophe ?' · Clerveaux 59' · Damus 76' | Reporte   |          | Árbitro(s): Juan Gabriel Calderón     | Árbitro(s): Juan Gabriel Calderón |

#### Clasificados
| Bandera de la República Dominicana | Bandera de Haití |  |  |
| República Dominicana               | Haití            |  |  |

### NorteaméricaNAFU
Estados Unidos, México y Canadá ya están clasificados a la última ronda de la CONCACAF, porque en ediciones anteriores los países de dicha región han dominado el torneo.[cita requerida]

#### Clasificados
| Bandera de Canadá | Bandera de Estados Unidos | Bandera de México |
| Canadá            | Estados Unidos            | México            |

### CentroaméricaUNCAF
Se realizaron juegos directos ida y vuelta, los ganadores clasificaron a la ronda final del preolímpico de la CONCACAF.
| 17 de julio de 2019 | Guatemala | 0:3 (0:1) | Costa Rica                  | Estadio Doroteo Guamuch Flores, Ciudad de Guatemala |                            |
|                     |           |           | Cordoba 14' 55' · Araya 60' | Árbitro(s): Oliver Vergara                          | Árbitro(s): Oliver Vergara |

| 21 de julio de 2019 | Costa Rica | 0:2 (0:0) | Guatemala                | Estadio Morera Soto, Alajuela |                          |
|                     |            |           | Ardon 60' · Alvarado 83' | Árbitro(s): Kimbell Ward      | Árbitro(s): Kimbell Ward |

- Costa Rica pasa a la fase final del Torneo Preolímpico por marcador global 3:2

| 17 de julio de 2019 | Nicaragua | 0:2 (0:1) | Honduras                 | Nacional de Fútbol, Managua |                          |
|                     |           |           | Telemaco 20' · Pinto 80' | Árbitro(s): Drew Fischer    | Árbitro(s): Drew Fischer |

| 21 de julio de 2019 | Honduras                    | 3:0 (0:0) | Nicaragua | Olímpico Metropolitano, San Pedro Sula |                             |
|                     | Arriaga 66' · Reyes 74' 86' |           |           | Árbitro(s): Tristley Bassue            | Árbitro(s): Tristley Bassue |

- Honduras pasa a la fase final del Torneo Preolímpico por marcador global 5:0

| 17 de julio de 2019 | Panamá     | 1:1 (1:0) | El Salvador      | Rommel Fernández, Ciudad de Panamá  |                                     |
|                     | Tejada 27' |           | Ramos 47' (a.g.) | Árbitro(s): Bryan López Castellanos | Árbitro(s): Bryan López Castellanos |

| 21 de julio de 2019 | El Salvador                        | 2:0 (1:0) | Panamá | Estadio Cuscatlán, San Salvador |                                |
|                     | Hernandes 44' (pen.) · Morales 91' |           |        | Árbitro(s): Fernando Hernández  | Árbitro(s): Fernando Hernández |

- El Salvador pasa a la fase final del Torneo Preolímpico por marcador global 3:1

#### Clasificados
| Bandera de Costa Rica | Bandera de El Salvador | Bandera de Honduras |
| Costa Rica            | El Salvador            | Honduras            |

## Torneo Final

### Equipos participantes
El sorteo se realizó el 9 de enero de 2020 a las 19:00 (UTC-6) en el Estadio Akron en Guadalajara, México.
| CFU - República Dominicana - Haití |  | UNCAF - Costa Rica - El Salvador - Honduras |  | Clasificados automáticamente - Canadá - México - Estados Unidos |

### Sedes
| Ubicación en México | Jalisco             | Guadalajara       | Zapopan           |
| ------------------- | ------------------- | ----------------- | ----------------- |
| Guadalajara         | Zapopan Guadalajara | Estadio Jalisco   | Estadio Akron     |
| Guadalajara         | Zapopan Guadalajara | Capacidad: 56,713 | Capacidad: 49,850 |
| Guadalajara         | Zapopan Guadalajara |                   |                   |

## Resultados
El calendario se dio a conocer el 10 de febrero de 2020. Los horarios están en huso horario local (UTC-6).

### Fase de grupos

#### Grupo A
| Equipo               | Pts | PJ | PG | PE | PP | GF | GC | Dif |
| -------------------- | --- | -- | -- | -- | -- | -- | -- | --- |
| México               | 9   | 3  | 3  | 0  | 0  | 8  | 1  | 7   |
| Estados Unidos       | 6   | 3  | 2  | 0  | 1  | 5  | 1  | 4   |
| Costa Rica           | 3   | 3  | 1  | 0  | 2  | 5  | 4  | 1   |
| República Dominicana | 0   | 3  | 0  | 0  | 3  | 1  | 13 | -12 |

| 18 de marzo de 2021 | Estados Unidos | 1:0 (1:0) | Costa Rica | Estadio Jalisco, Guadalajara |                           |
| 15:30               | Ferreira 35'   | Reporte   |            | Árbitro(s): Said Martínez    | Árbitro(s): Said Martínez |

| 18 de marzo de 2021 | México                                   | 4:1 (1:0) | República Dominicana | Estadio Jalisco, Guadalajara |                        |
| 18:00               | C. Rodríguez 21' · Córdova 51' 69' 90+4' | Reporte   | Azcona 72' (pen.)    | Árbitro(s): Reon Radix       | Árbitro(s): Reon Radix |

| 21 de marzo de 2021 | República Dominicana | 0:4 (0:0) | Estados Unidos                               | Estadio Akron, Zapopan       |                              |
| 17:00               |                      | Reporte   | Yueill 61' · Dotson 73' 78' · Mihailović 90' | Árbitro(s): Daneon Parchment | Árbitro(s): Daneon Parchment |

| 21 de marzo de 2021 | Costa Rica | 0:3 (0:1) | México                             | Estadio Akron, Zapopan  |                         |
| 19:30               |            | Reporte   | Antuna 6' · Vega 52' · Córdova 69' | Árbitro(s): Iván Barton | Árbitro(s): Iván Barton |

| 24 de marzo de 2021 | Costa Rica                                           | 5:0 (2:0) | República Dominicana | Estadio Jalisco, Guadalajara  |                               |
| 17:00               | Ugalde 29' · Alfaro 43' · Leal 60' 70' · Salazar 72' | Reporte   |                      | Árbitro(s): Fernando Guerrero | Árbitro(s): Fernando Guerrero |

| 24 de marzo de 2021 | México     | 1:0 (1:0) | Estados Unidos | Estadio Jalisco, Guadalajara |                              |
| 19:30               | Antuna 45' | Reporte   |                | Árbitro(s): Daneon Parchment | Árbitro(s): Daneon Parchment |

#### Grupo B
| Equipo      | Pts | PJ | PG | PE | PP | GF | GC | Dif |
| ----------- | --- | -- | -- | -- | -- | -- | -- | --- |
| Honduras    | 5   | 3  | 1  | 2  | 0  | 5  | 2  | 3   |
| Canadá      | 5   | 3  | 1  | 2  | 0  | 3  | 1  | 2   |
| El Salvador | 4   | 3  | 1  | 1  | 1  | 3  | 4  | -1  |
| Haití       | 1   | 3  | 0  | 1  | 2  | 1  | 5  | -4  |

| 19 de marzo de 2021 | Honduras                                 | 3:0 (3:0) | Haití | Estadio Jalisco, Guadalajara |                          |
| 13:30               | Vuelto 14' (pen.) 38' · E. Rodríguez 18' | Reporte   |       | Árbitro(s): Jair Marrufo     | Árbitro(s): Jair Marrufo |

| 19 de marzo de 2021 | Canadá           | 2:0 (2:0) | El Salvador | Estadio Jalisco, Guadalajara  |                               |
| 16:00               | Buchanan 17' 21' | Reporte   |             | Árbitro(s): Fernando Guerrero | Árbitro(s): Fernando Guerrero |

| 22 de marzo de 2021 | Haití | 0:0     | Canadá | Estadio Akron, Zapopan    |                           |
| 16:00               |       | Reporte |        | Árbitro(s): Juan Calderón | Árbitro(s): Juan Calderón |

| 22 de marzo de 2021 | El Salvador | 1:1 (0:0) | Honduras     | Estadio Akron, Zapopan  |                         |
| 18:30               | Márquez 64' | Reporte   | Martínez 46' | Árbitro(s): César Ramos | Árbitro(s): César Ramos |

| 25 de marzo de 2021 | El Salvador     | 2:1 (2:1) | Haití      | Estadio Jalisco, Guadalajara |                          |
| 17:30               | Pérez 19' 45+3' | Reporte   | Louima 21' | Árbitro(s): Jair Marrufo     | Árbitro(s): Jair Marrufo |

| 25 de marzo de 2021 | Honduras      | 1:1 (1:1) | Canadá        | Estadio Jalisco, Guadalajara |                         |
| 20:00               | Maldonado 30' | Reporte   | Cornelius 28' | Árbitro(s): César Ramos      | Árbitro(s): César Ramos |

### Segunda fase
|  | Semifinales    | Semifinales   |          |       | Final | Final |
|  |                |               |          |       |       |       |
|  |                |               |          |       |       |       |
|  |                |               |          |       |       |       |
|  | Honduras       | 2             |          |       |       |       |
|  | Honduras       | 2             |          |       |       |       |
|  | Estados Unidos | 1             |          |       |       |       |
|  | Estados Unidos | 1             | Honduras | 1 (4) |       |       |
|  |                |               | Honduras | 1 (4) |       |       |
|  |                | México (pen.) | 1 (5)    |       |       |       |
|  | México         | México (pen.) | 1 (5)    | 2     |       |       |
|  | México         |               |          | 2     |       |       |
|  | Canadá         | 0             |          |       |       |       |
|  | Canadá         | 0             |          |       |       |       |

#### Semifinal
| 28 de marzo de 2021 | Honduras                  | 2:1 (1:0) | Estados Unidos | Estadio Jalisco, Guadalajara |                         |
| 16:00               | Obregón 45+4' · Palma 47' | Reporte   | Yueill 52'     | Árbitro(s): Iván Barton      | Árbitro(s): Iván Barton |

| 28 de marzo de 2021 | México                   | 2:0 (0:0) | Canadá | Estadio Jalisco, Guadalajara |                           |
| 19:00               | Antuna 58' · Vásquez 65' | Reporte   |        | Árbitro(s): Juan Calderón    | Árbitro(s): Juan Calderón |

#### Final
| 30 de marzo de 2021 | Honduras                                          | 1:1 (1:1, 0:0) (t. s.)(4:5 p.) | México                                     | Estadio Akron, Zapopan       |                              |
| 19:00               | E. Rodríguez 71'                                  | Reporte                        | Macías 80' (pen.)                          | Árbitro(s): Daneon Parchment | Árbitro(s): Daneon Parchment |
|                     |                                                   | Tiros desde el punto penal     |                                            |                              |                              |
|                     | Obregón · E. Rodríguez · Rivas · Meléndez · Reyes |                                | Vásquez · Mozo · Antuna · J. Angulo · Vega |                              |                              |

|                   |
| Campeón           |
| Bandera de México |
| México 8.° título |

## Estadísticas

### Clasificación general
| Pos. | Selección            | Gr. | Pts. | PJ | PG | PE | PP | GF | GC | Dif | Rend.  |
| ---- | -------------------- | --- | ---- | -- | -- | -- | -- | -- | -- | --- | ------ |
| 1    | México               | A   | 13   | 5  | 4  | 1  | 0  | 11 | 2  | +9  | 86.67% |
| 2    | Honduras             | B   | 9    | 5  | 2  | 3  | 0  | 8  | 4  | +4  | 66.7%  |
| 3    | Estados Unidos       | A   | 6    | 4  | 2  | 0  | 2  | 6  | 3  | +3  | 50%    |
| 4    | Canadá               | B   | 5    | 4  | 1  | 2  | 1  | 3  | 3  | 0   | 41.6%  |
| 5    | El Salvador          | B   | 4    | 3  | 1  | 1  | 1  | 3  | 4  | -1  | 44.4%  |
| 6    | Costa Rica           | A   | 3    | 3  | 1  | 0  | 2  | 5  | 4  | +1  | 33.3%  |
| 7    | Haití                | B   | 1    | 3  | 0  | 1  | 2  | 1  | 5  | -4  | 11.1%  |
| 8    | República Dominicana | A   | 0    | 3  | 0  | 0  | 3  | 1  | 13 | -12 | 0%     |

### Goleadores
| Jugador                                   | Selección      | Goles | PJ |
| Sebastián Córdova                         | México         | 4     | 5  |
| ----------------------------------------- | -------------- | ----- | -- |
| Uriel Antuna                              | México         | 3     | 5  |
| Randall Leal                              | Costa Rica     | 2     | 3  |
| Joshua Pérez                              | El Salvador    | 2     | 3  |
| Jackson Yueill                            | Estados Unidos | 2     | 4  |
| Hassani Dotson                            | Estados Unidos | 2     | 4  |
| Tajon Buchanan                            | Canadá         | 2     | 4  |
| Edwin Rodríguez                           | Honduras       | 2     | 5  |
| Darixon Vuelto                            | Honduras       | 2     | 5  |
| Última actualización: 30 de marzo de 2021 |                |       |    |

## Clasificados aTokio 2020
| Bandera de México | Bandera de Honduras |
| México            | Honduras            |